# ساريب جيني
ساريب جيني (الاسم العلمي:Saribus jeanneneyi) هو نوع من النباتات يتبع جنس الساريب من الفصيلة الفوفلية.